# Kontakty (tygodnik)
Kontakty – regionalny tygodnik ukazujący się w województwie podlaskim, części województwa mazowieckiego, Nowym Jorku, Chicago i Toronto.
Czasopismo wydawane jest od 1980 roku, a jego siedziba mieści się przy Al. Legionów 7 w Łomży. Redaktorem naczelnym jest Władysław Tocki, który jest jednocześnie współwłaścicielem Wydawnictwa „Kontakty”, wydającego tygodnik.
Tygodnik jest ponadto organizatorem licznych imprez sportowych, m.in. dorocznych Mikrolotowych Mistrzostw Podlaskiego oraz V Paralotniowych Mistrzostw Europy.